# Chinasat 5R
O Chinasat 5R, também conhecido por Zhongxing 5R (ZX-5R), antigo Spacenet 2, foi um satélite de comunicação geoestacionário que foi construído pela RCA Astro, ele esteve localizado na posição orbital de 115,5 graus de longitude leste e foi operado inicialmente pela Spacenet e posteriormente pela China Satcom. O satélite foi baseado na plataforma Star-30BP. O mesmo saiu de serviço em maio de 1998.

## Lançamento
O satélite foi lançado com sucesso ao espaço no dia 10 de novembro de 1984, por meio de um veiculo Ariane 3 lançado a partir do Centro Espacial de Kourou, na Guiana Francesa, juntamente com o satélite MARECS 2. Ele tinha uma massa de lançamento de 1 195 kg.

## Capacidade
O Chinasat 5R era equipado com 18 (mais 3 de reserva) transponders em banda C e 6 (mais um de reserva) em banda Ku.